# Torrens-tó
A Torrens-tó (angolul Lake Torrens), egy sós vizű tó Dél-Ausztrália központjában. 200 km hosszú és körülbelül 30 km széles, körülötte található a Lake Torrens Nemzeti Park. Medrét kemény, vékony sóréteg fedi az itt található, mocsaras vörösbarna, puha iszappal együtt. Tengerszint feletti magassága 30 méterre tehető.  Legutóbb 1897-ben és 1989-ben töltődött fel vízzel a teljes területe.

## Fordítás
Ez a szócikk részben vagy egészben  a   Lake Torrens című angol Wikipédia-szócikk ezen változatának fordításán alapul.  Az eredeti cikk szerkesztőit annak laptörténete sorolja fel. Ez a jelzés csupán a megfogalmazás eredetét és a szerzői jogokat jelzi, nem szolgál a cikkben szereplő információk forrásmegjelöléseként.